# Lovnic, Brașov
Lovnic (în dialectul săsesc Lihwleng, Lieflengk, în germană Leblang, Löweneck, Löwlingen, în maghiară Lemnek) este un sat în comuna Jibert din județul Brașov, Transilvania, România. 
Localitatea este situată la o distanță de 20 km vest de Rupea, la 21 de km nord de Făgăraș și la 10 km nordest de localitatea Șoarș.

## Istoric
Prima mențiune a localității datează din 1206, când Lovnicul este pomenit ca localitate de frontieră și cu denumirea în limba latină villa Lewenech.. În 1289 apare cu denumirea Leubaigteluky, iar în 1507 Lobling.
Lovnic a fost populat de-a lungul secolelor preponderent de sași. În urma emigrării masive către Germania (în special după 1990), numărul acestora se limitează actualmente la numai câteva persoane.

## Biserica
Actuala biserică-sală, cu cor alungit cu absidă poligonală, sacristie pe sud și turn-clopotniță de secțiune pătrată, cu patru etaje, construită de arhitecții Johann și Karl Letz din Sighișoara, se află pe locul unei vechi biserici fortificate, cu hramul Sf. Martin, demolate în 1884, împreună cu zidul ei de incintă.
În perioada 1887-1893, în biserică a fost instalată actuala orgă cu două claviaturi, pedală și 12 registre, o creație a constructorului de orgi Josef Nagy din Brașov și a lui Pállfi din Mediaș.
Clopotul cel mare al bisericii, turnat de Paulus Neidel, poartă inscripția în limba latină O Rex Glorie Iesu Christe Veni Cum Pace 1622, în traducere „O, rege glorios Iisus Christos, vino cu pace".

## Personalități
- Christian Herrmann (n. 1957 la Lovnic), teolog și orientalist german[4]

## Vezi și
- Biserica evanghelică din Lovnic

## Monografii
- Hans-Georg Bau, Johann Hartmann, Leblanger Heimatbuch. Ennepetal, 1993

## Imagini

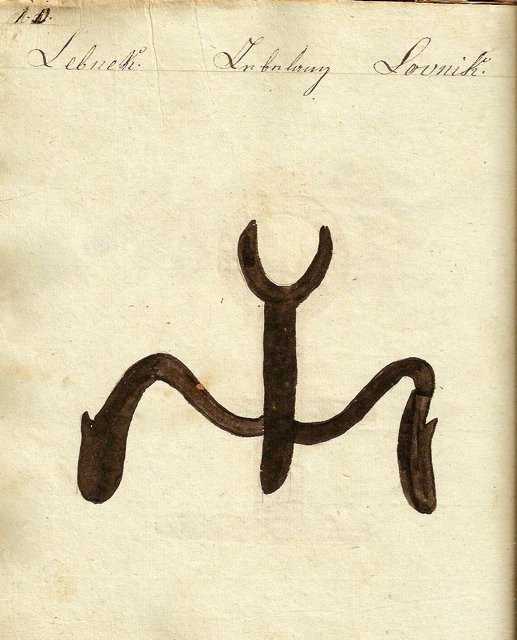
1826 - Danga pentru vitele din Lovnic
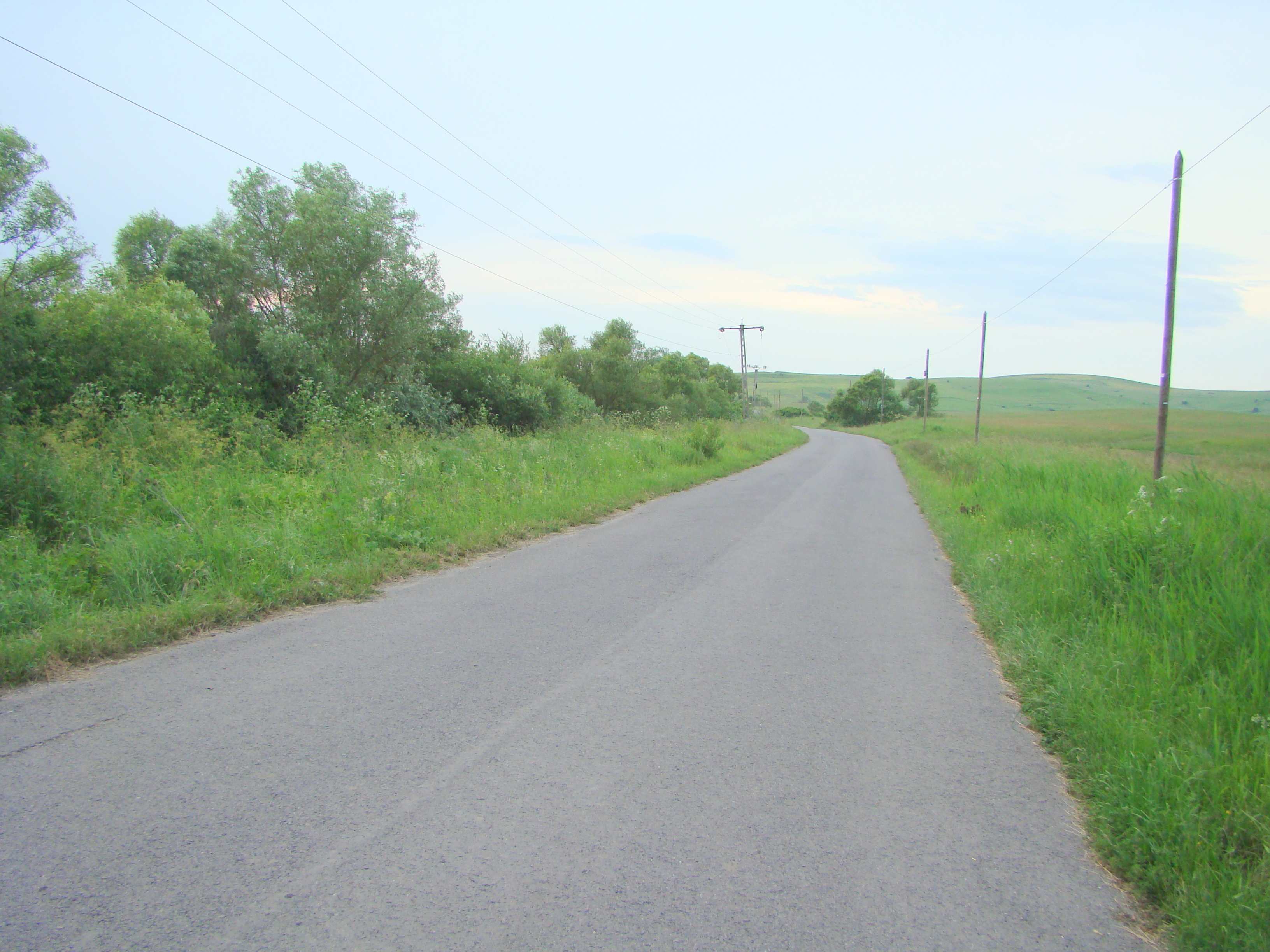
Drumul Lovnic-Grânari
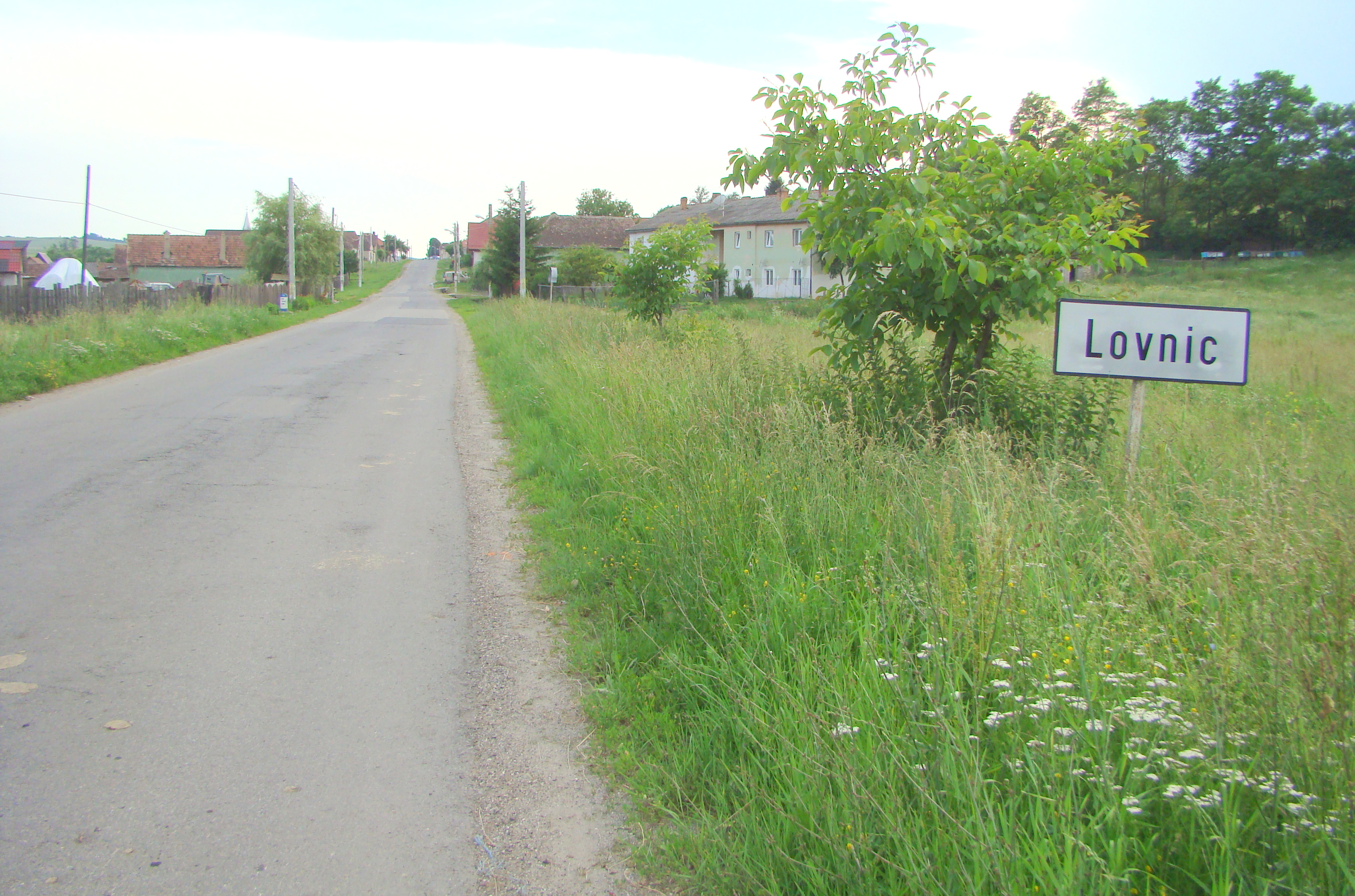
Intrarea în localitate
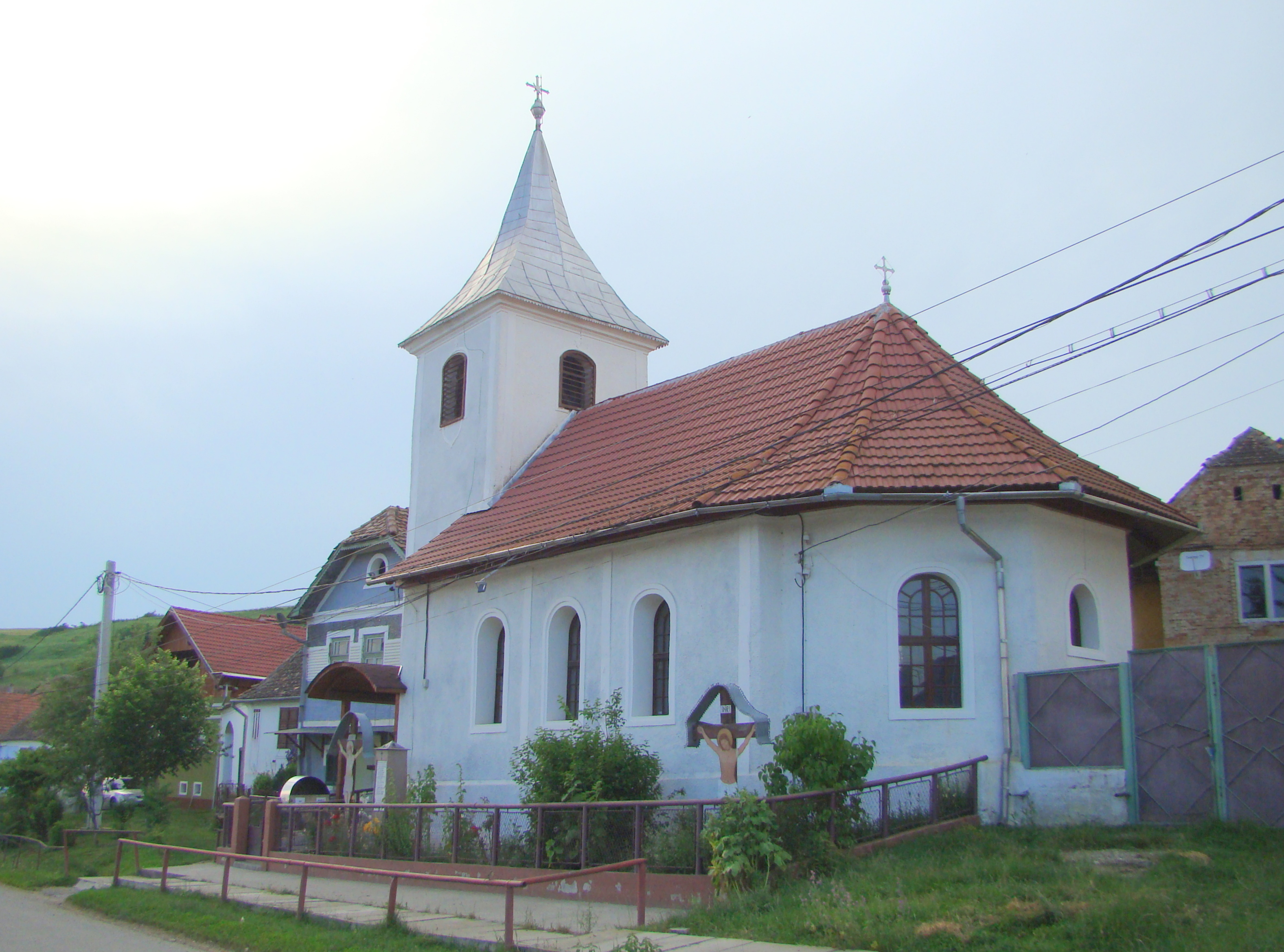
Biserica ortodoxă
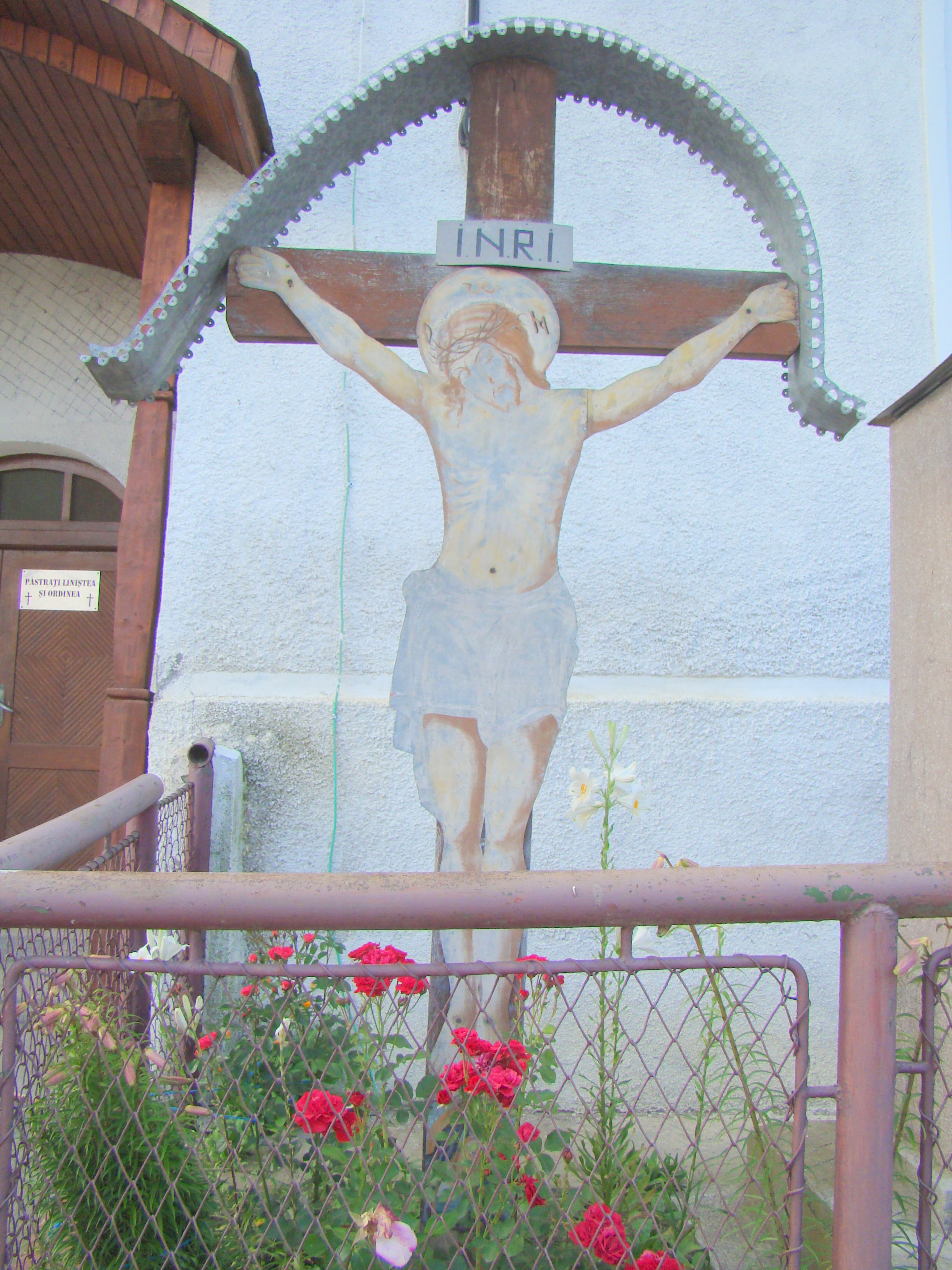
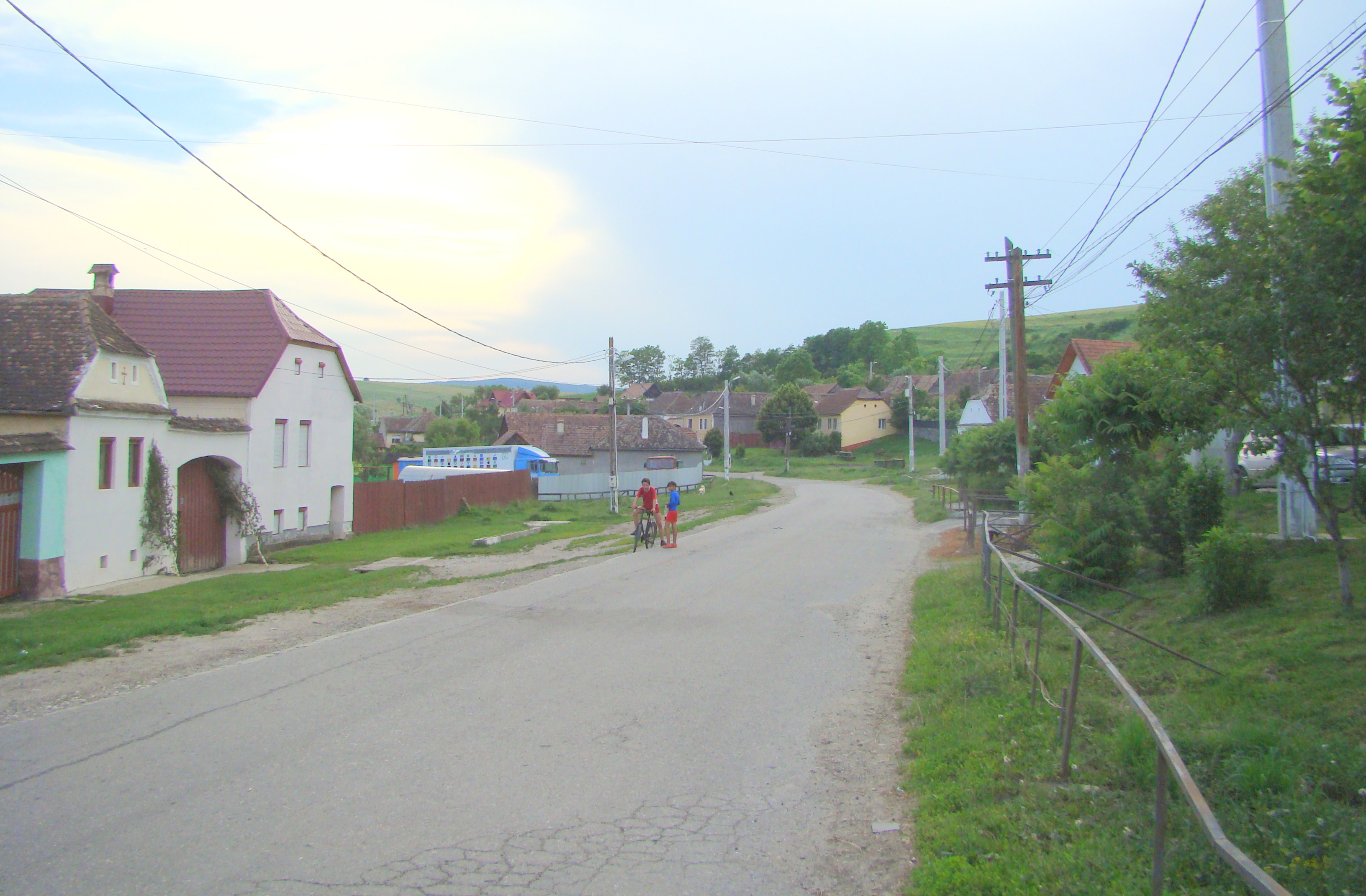
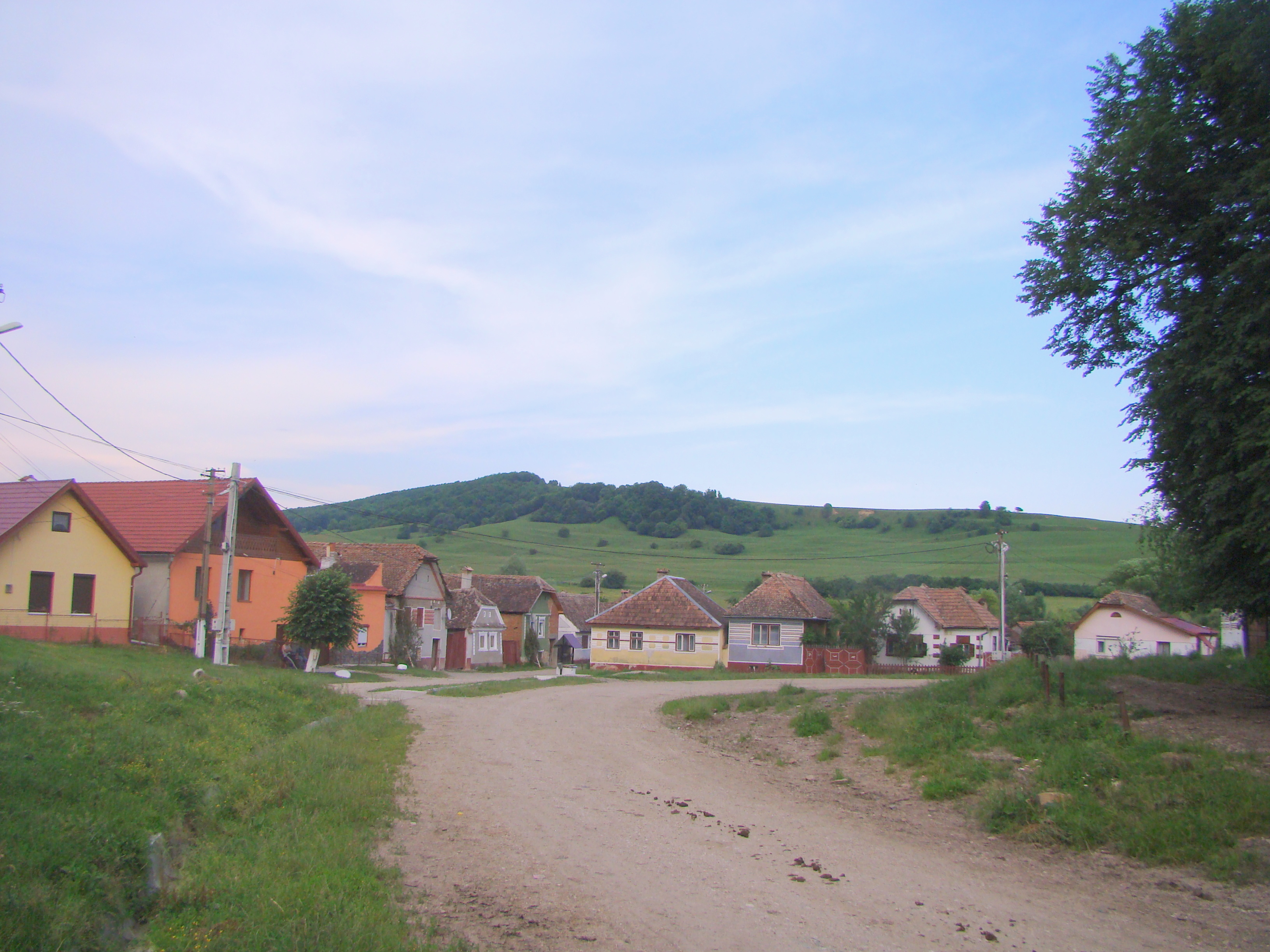
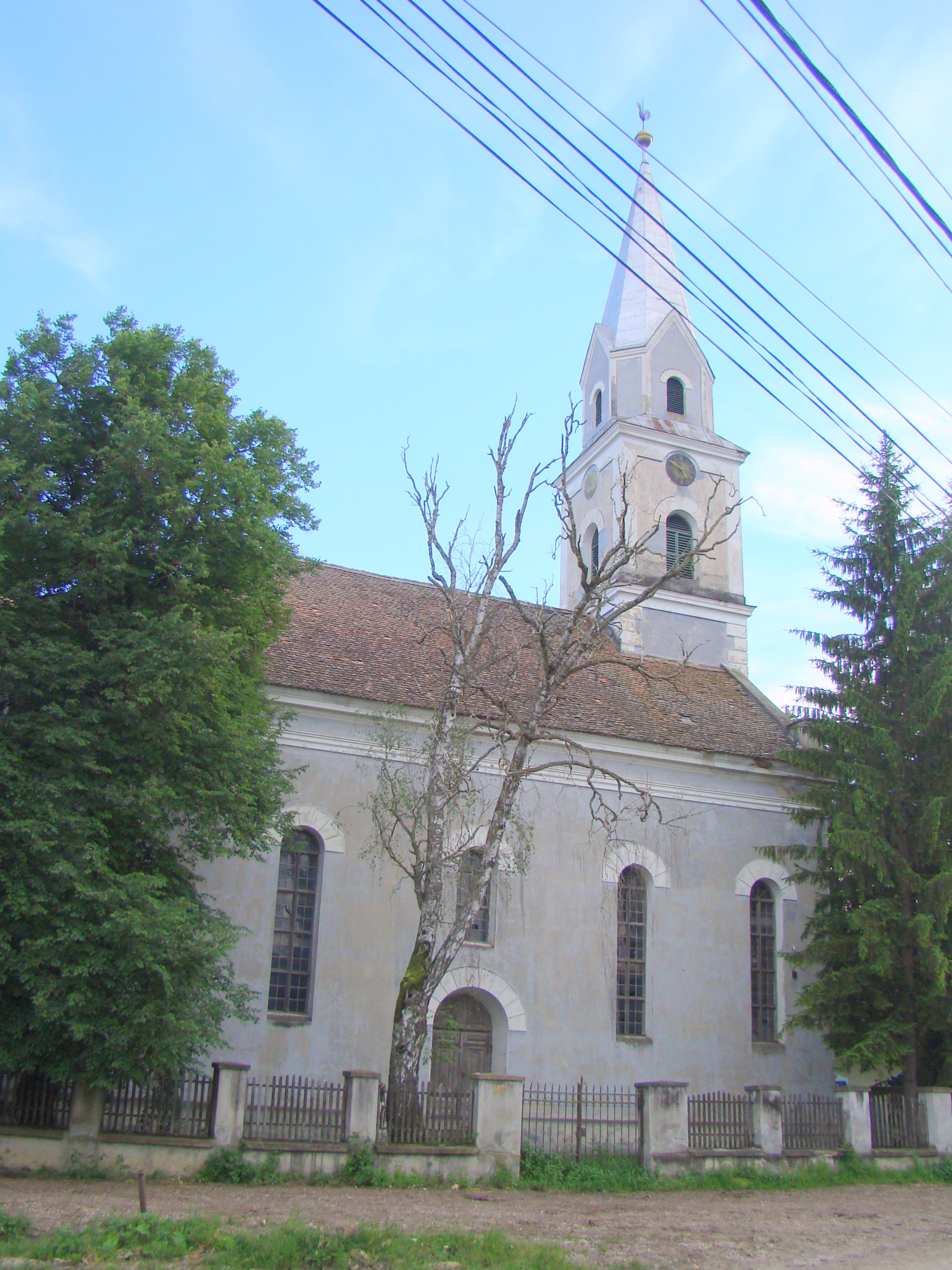
Biserica evanghelică
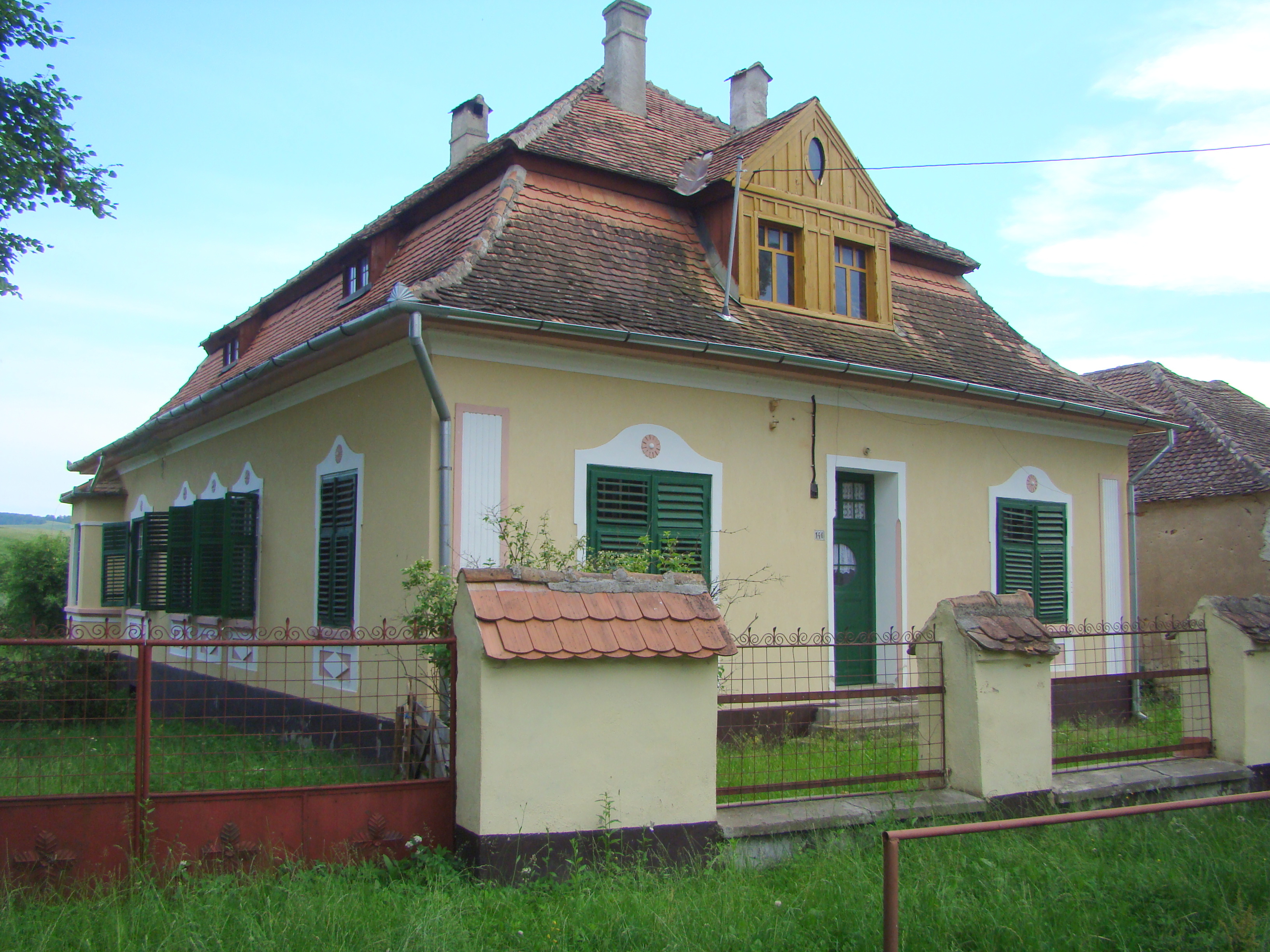
Casa parohială
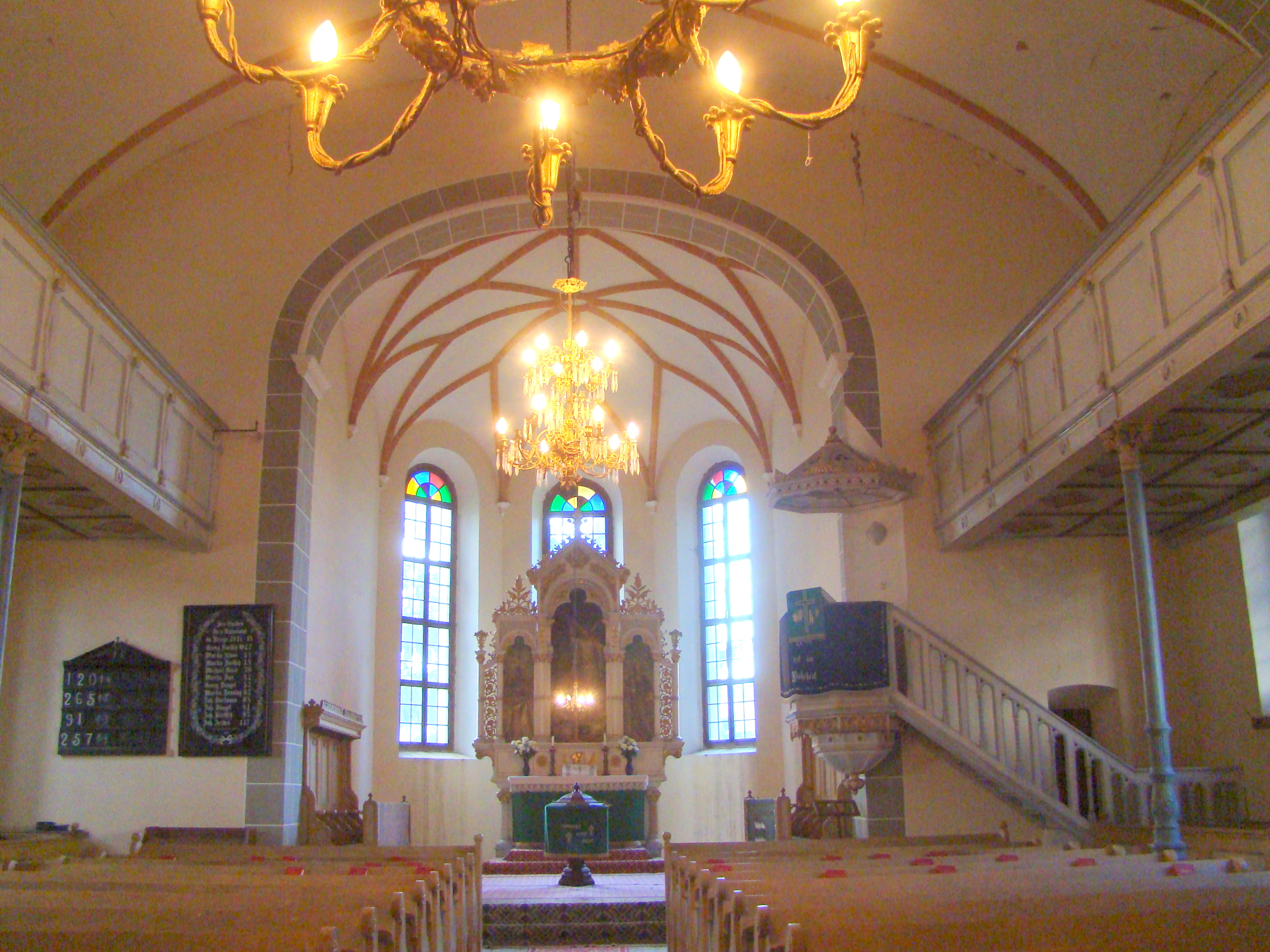
Interiorul bisericii evanghelice
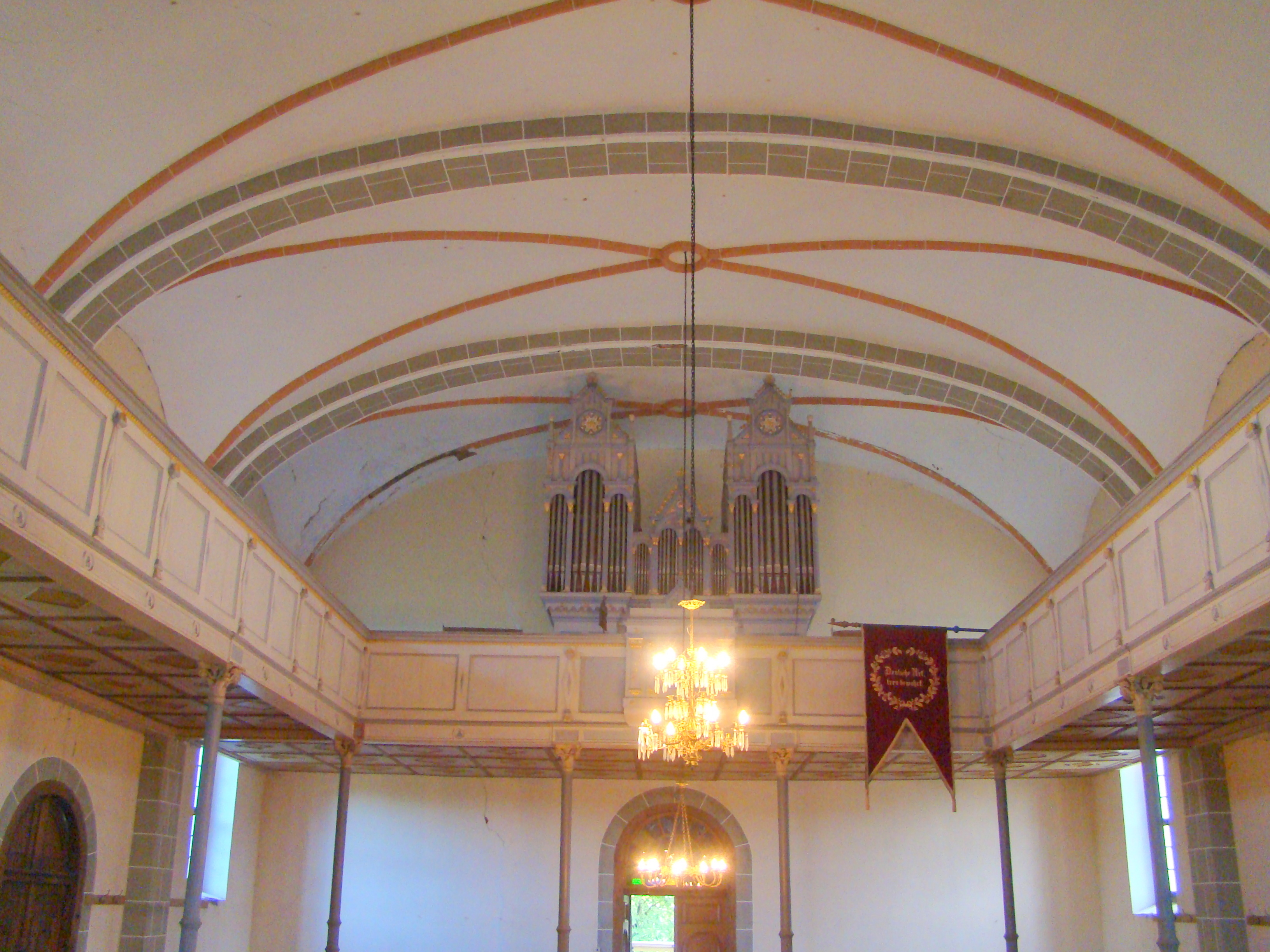
Interiorul bisericii evanghelice
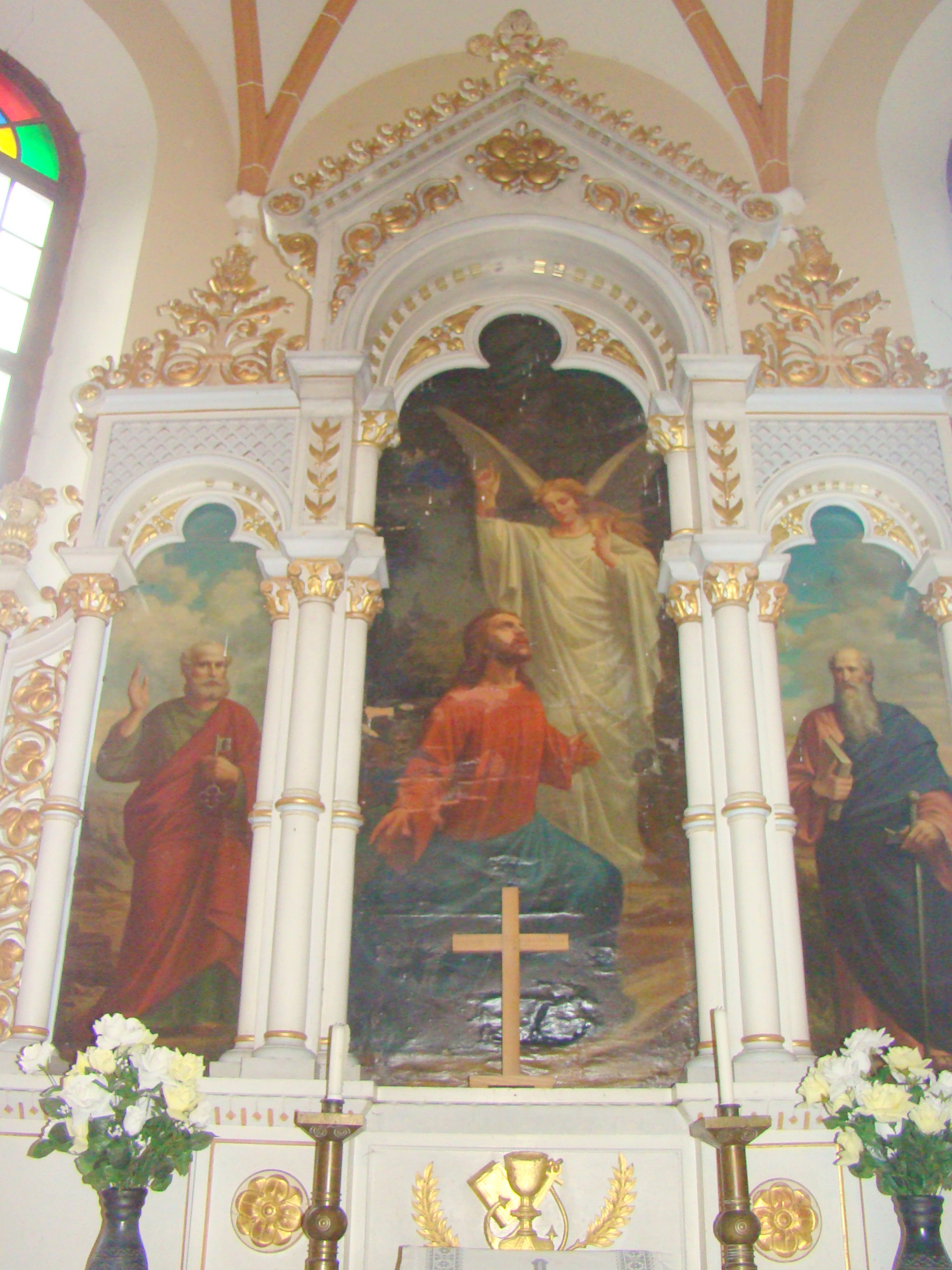
Altarul
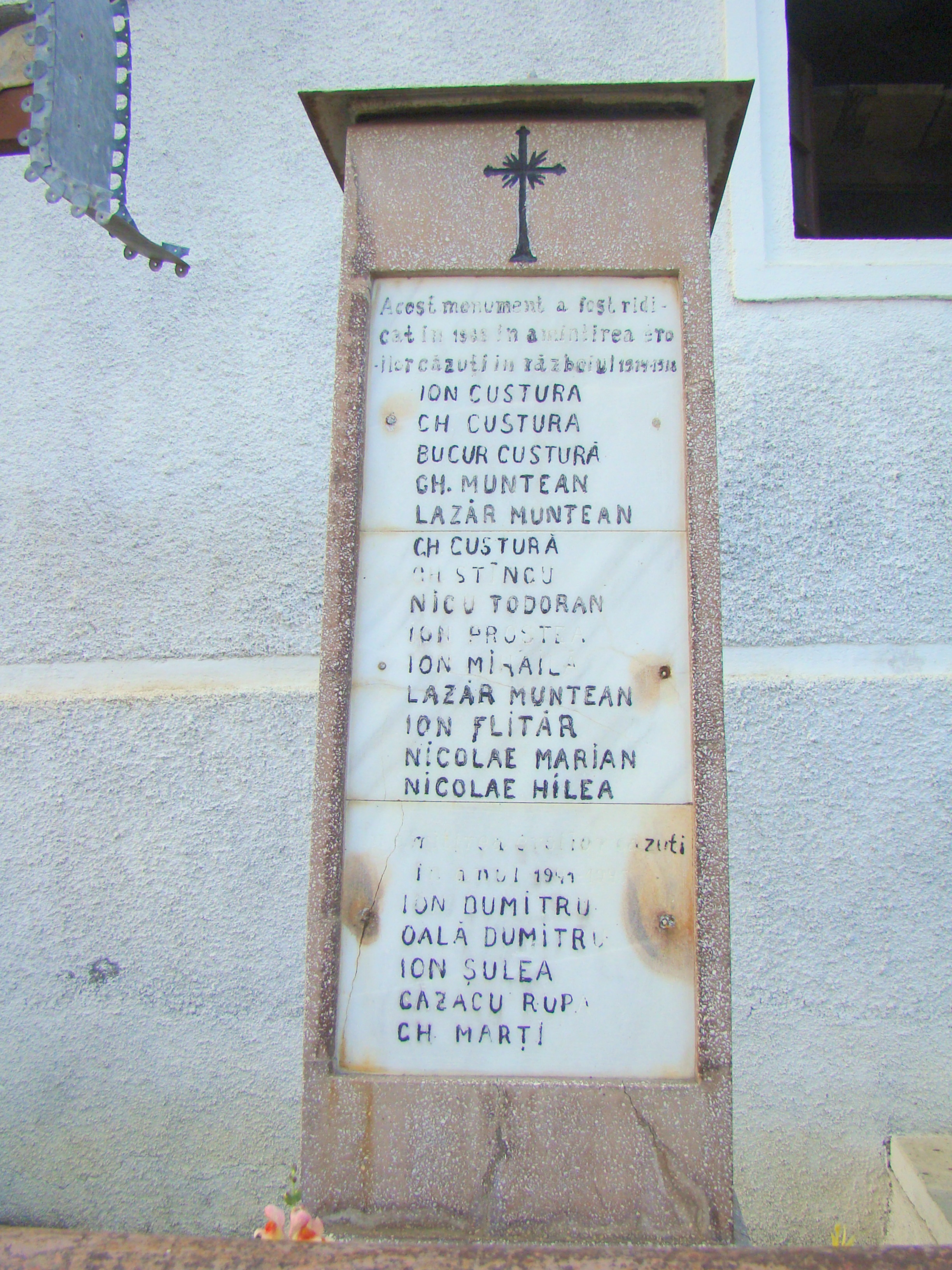
Monumentul eroilor